# Kraljevi polk (Liverpool)
Kraljevi polk (Liverpool) (angleško The King's Regiment (Liverpool)) je bil eden najstarejših pehotnih polkov Britanske kopenske vojske, ki je bil ustanovljen leta 1685 in leta 1751 preimenovan kot 8. (kraljevi) pehotni polk. V nasprotju z večino britanskih pehotnih polkov, ki so bili povezani s grofijo, pa je Kraljevi polk predstavljal mesto Liverpool; to je bil eden od le štirih polkov, ki so bili povezani z mestom v Britanski kopenski vojski. Po 273 letih obstoja je bil leta 1958 skupaj s Manchesterskim polkom združen v današnji Kraljevi polk.
Polk se je odlikoval v vseh vojnah, v katerih je sodeloval. Med prvo svetovno vojno je polk ustanovil ducat bataljonov, ki so se borili na zahodni, makedonski in severno-zahodni fronti; življenje je izgubilo več kot 15.000 pripadnikov polka. Med drugo svetovno vojno so dva bataljona (5. in 8.) sodelovala v operaciji Overlord, dva (1. in 13.) sta se borila v sestavi činditov v burmanski kampanji in 2. bataljon je služil v italijanski in grški kampanji. Zadnjo odlikovanje je polk prejel za korejsko vojno.
Devet pripadnikov polka je prejelo Viktorijin križec; še dva pa je prejel Noel Godfrey Chavasse, častnik Medicinskega korpusa, ki je bil dodeljen polku med prvo svetovno vojno.
V mirnem času je polk sodeloval v zatrtju uporov in nasilnih demonstracij po celotnem Združenem kraljestvu in kolonijah Britanskega imperija.